# 本町橋の夜戦
本町橋の夜戦（ほんまちばしのやせん）は、江戸幕府と豊臣家の間で起こった大坂の陣のうち、1614年（慶長19年）末に発生した大坂冬の陣において行われた戦いの一つ。本町橋の夜襲戦または本町橋の夜討ちともいう。

## 経過
11月29日、薄田兼相が守将を務める博労淵砦と大野治胤が守将を務める野田・福島が幕府方・蜂須賀至鎮や石川忠総らに次々と占領されたため、大野治長は船場、天満の砦を捨てて大坂城の守りを固めようとした。しかし、大野治房は治長の意見に反対し、困った治長は軍議と称して、治房を城内に呼び戻し直ちに拘束。その間に治長配下の者たちが砦に火を放ち、砦の守備兵を強制的に立ち退かせようとしたが、それを知らなかった守備兵たちは砦の放火を前に混乱に陥り、そこを幕府軍に攻め込まれ砦を占領された。砦の周辺に打ち捨てられた旗を拾われ治房が面目を失ったため、治房の配下に属していた塙直之や御宿政友らの間で夜襲の相談が行われた。当初、12月15日に夜襲決行を予定していたが、岡部則綱や石川外記が夜襲への参加を望んで配下の者を連れてきたことから参加人数が増えてしまい、少人数での決行を予定していた直之が則綱、外記を制止したことにより争いが起きた。論争は政友の調停によりなんとか収まったがこの日の夜襲は中止となった。大坂城内では和睦案に傾いていたため決行が急がれ夜襲の決行は17日に決まった。

## 戦闘
17日の午前2時頃、月が雲に隠れた朧夜であった。夜襲の人数は、治房、直之、是季、政友の組下など侍120名余でその中には、神子田理右衛門という勇士の姿もあり、ほかにも上条又八と田積市郎兵衛が配下の足軽を城内に残して単独で駆けつけた。このとき、直之は夜襲参加者に槍ではなく刀を持つように指示し、また、肩には相印の白布をつけた。夜襲を行うにあたり是季は池田忠雄の救援に備えて見張りをつけ、治房と政友は追尾の敵に備えて治房の足軽頭である三宅久太夫、安井少右衛門らが指揮する鉄砲隊100名余を橋上に置き、櫓には幸田弥右衛門らを守備につかせていた。
午前2時30分頃、塙配下、大野配下、長岡配下の順に出撃。功を焦り抜け駆けした二宮長範を先頭に1人また1人と敵に悟られぬよう腰を低くして橋を渡り至鎮の重臣・中村重勝の陣を目指して忍び寄った。本町橋のみが残り、それ以外の橋が大坂方の手によって焼かれていたが、中村隊は夜襲など考えておらず、兵士たちは眠りにつき、不寝番の兵も皆揃って餅などを食べながら雑談しあい、守将の重勝も普段はつねに具足を脱がない勇士として評判であったがこの日は具足を身につけておらず油断していた。大坂方による斬り込みが開始されると中村隊の者たちは不意をつかれ次々と討たれ、重勝も兜をつける暇もなく槍を持って飛び出し配下の兵を励ましながら応戦したが6名程の者に囲まれ討ち取られた。
短い時間であったがこの夜襲により、中村隊は、重勝と尾関重武をはじめ、30名余が戦死、50名余が負傷した（『武辺咄聞書』によれば中村右近のほかに武士214名、雑兵数十名が戦死、『当代記』によれば死傷者は100名に及ぶとされている）。いっぽうで大坂方は10名余が戦死した（『山口休庵咄』によれば大坂方の犠牲者は1名とされている）。大坂方は蜂須賀本営から援軍が来ると撤退し、中村隊の旗や指物を拾い上げ、堂々と城内に引き揚げていった。援軍に駆けつけた蜂須賀勢はこれを追ったが、橋上で治房配下の鉄砲隊が控えていたので撤退を余儀なくされた。

## 塙団右衛門の行動
直之ははじめ、橋上にて指揮をしていたが、引き揚げに際して単騎で乗り出し「夜討ノ大将　塙團右衞門」と書かれた札を陣中にばら撒いてその名を広く知らしめた（『大坂御陣覚書』）。

## 夜討二十三士
夜討にて功名を立てた23名の士（23名の名は書物によってまちまち）で、彼らは夜討後に大野治長、木村重成らに呼ばれ行動聴収を受け、豊臣秀頼から褒美を拝領した。二十三士に選ばれたが夜討にて討死した平田治部右衛門への褒美は是季が代理として受け取った（『大坂夜討事』）。
塙配下
- 石村六太夫
- 岡本長右衛門
- 梶田兵部少輔
- 梶原太郎兵衛正重
- 金万定右衛門
- 柘植十太夫
- 東加兵衛
- 松井次郎右衛門
- 森嶋清左衛門
- 山縣三郎右衛門昌重

大野配下
- 池田源左衛門
- 大桑九左衛門
- 坂本宮内
- 鈴木半左衛門
- 中橋勘之丞弘高
- 二宮作右衛門

御宿配下
- 嶋田五左衛門
- 津田半三郎
- 都築茂左衛門

長岡配下
- 荒川源五郎
- 池西左近右衛門
- 成田弥太夫
- 平田治部右衛門倶重　　討死

その他（所属不明或いは単独参加）
- 加田理左衛門
- 上条又八
- 菊池某　　　（赤星内匠と同一人物か？）
- 立見市郎兵衛（田積市郎兵衛と同一人物）
- 津田左近
- 松田理兵衛

## 二十三士以外で功を挙げた者
塙配下
- 生駒又右衛門
- 田屋右馬助
- 畑角太夫正吉
- 牧野牛抱
- 山田五郎左衛門

大野配下
- 木村喜左衛門　　　　　負傷
- 桑山七郎右衛門　　　　討死
- 鈴木十郎左衛門
- 坪井喜右衛門　　　　　討死
- 鳴川宇太夫
- 二宮采女長範　　　　　負傷
- 森五左衛門
- 横地理右衛門為家（神子田理右衛門と同一人物）
- 吉田七左衛門
- 若原勘太夫

長岡配下
- 一色杢　　　　　（真木嶋勘兵衛重継と同一人物）
- 伴彦太夫

その他（所属不明或いは単独参加）
- 岩田七左衛門
- 木村九太夫
- 倉光勘解由
- 竹村新之丞　　　　　　討死
- 田村林蔵院
- 吉田弥左衛門
- 脇坂又右衛門　　　　　討死